# 舒沙大屠殺
舒沙大屠杀發生於1920年3月22日至26日，在亞美尼亞人針對亞塞拜然民主共和國的反抗被镇压后，亞塞拜然民主共和國對位於舒沙的亚美尼亚人进行大规模的杀戮，消滅了舒沙一半的亚美尼亚人，並摧毀大量亚美尼亚人的居住区。